# Lepidolejeunea spongia
Lepidolejeunea spongia là một loài Rêu trong họ Lejeuneaceae. Loài này được (Spruce) B. Thiers mô tả khoa học đầu tiên năm 1982.